# Tobias Jugelt
Tobias Jugelt (* 3. Juli 1975 in Delmenhorst) ist ein deutscher Schachspieler.

## Leben
Tobias Jugelt besuchte das Fachgymnasium Wirtschaft in Delmenhorst und studierte an der Universität Bremen.

## Erfolge
1995 wurde er bei der deutschen U20-Meisterschaft in Leipzig Zweiter hinter Arnd Lauber und vor Daniel Hausrath. Jugelt gewann mehrmals offene Stadtmeisterschaften, zum Beispiel Delmenhorst 1998, 1999, 2000 und 2001, Syke 1998, Diepholz 2004 und Bremen 1999, 2001, 2010, 2012, 2013, 2015 und 2016.
Vereinsschach spielte er beim Delmenhorster Schachklub, mit dem er in den Saisons 1996/97, 1998/99 und 2010/11 in der höchsten deutschen Spielklasse, der Schachbundesliga, vertreten war. Seit 2013 spielt er für die zweite Mannschaft von Werder Bremen. Zwischendurch in den 2000er-Jahren war er auch Mitglied des Diepholzer Vereines SG Sankt Hülfe.
Seit Oktober 2009 trägt er den Titel Internationaler Meister. Die Normen hierfür erzielte er in der Schachbundesligasaison 1998/99 mit Übererfüllung, in der er unter anderem gegen den Großmeister Klaus Bischoff gewann, ebenfalls mit Übererfüllung bei der 73. deutschen Einzelmeisterschaft 2001 in Altenkirchen (Westerwald), bei der er unter anderem gegen GM Arkadij Naiditsch und GM Matthias Wahls gewann, sowie bei einem First Saturday GM-Turnier im Juli 2009 in Budapest.